# Hugo van Soissons
Hugo van Soissons (overleden in oktober 1305) was van 1304 tot aan zijn dood graaf van Soissons. Hij behoorde tot het huis Nesle.

## Levensloop
Hugo was een zoon van graaf Jan IV van Soissons en diens echtgenote Margaretha van Rumigny. In 1304 volgde hij zijn oudere broer Jan V op als graaf van Soissons. 
Hij was gehuwd met Johanna van Dargies, dochter van heer Reinoud II van Dargies en Catheux. Ze kregen een dochter:
- Margaretha (overleden in 1344), gravin van Soissons

In oktober 1305 stierf Hugo, waarna zijn dochter Margaretha hem opvolgde als gravin van Soissons. Zijn echtgenote Johanna hertrouwde na zijn overlijden met Jan van Clermont, heer van Charolais. Jan was de zoon van graaf Robert van Clermont, die op zijn beurt een zoon was van koning Lodewijk IX van Frankrijk.